# Barlovento albapatella
Barlovento albapatella is een hooiwagen uit de familie Agoristenidae. De wetenschappelijke naam van Barlovento albapatella gaat terug op M. A. González-Sponga.